# ویلیام فدریک فیشر
ویلیام فدریک فیشر (به انگلیسی: William Frederick Fisher) فضانورد اهل کشور ایالات متحده آمریکا است که در ۱ آوریل ۱۹۴۶ میلادی در دالاس زاده شد. وی در مأموریت اس‌تی‌اس-۵۱-I حضور داشته است.